# Vương Tiên Chi
Vương Tiên Chi (tiếng Trung: 王仙芝; bính âm: Wáng Xiānzhī, ? - 878) là một thủ lĩnh khởi nghĩa nông dân dưới triều đại Đường Hy Tông. Mặc dù cuộc nổi dậy của ông thất bại, tuy nhiên cùng với cuộc nổi dậy của đồng minh một thời là Hoàng Sào, nó đã mở khiến tình hình Đại Đường bắt đầu trở nên hỗn loạn rồi tiến tới sụp đổ.

## Giai đoạn đầu nổi dậy
Vương Tiên Chi là người Bộc châu, và là một người buôn lậu muối (khi đó triều đình Đường độc quyền buôn bán muối). Ông bắt đầu nổi dậy vào năm 874 tại Trường Viên, trong bối cảnh khu vực phía đông Hàm Cốc quan chịu cảnh lũ lụt và hạn hán liên miên, còn triều đình Đường có quá ít hoạt động cứu trợ. Quân nổi dậy của Vương Tiên Chi thoạt đầu có một nghìn lính, song sau khi ông cùng đồng minh Thượng Quân Trường chiếm được Bộc châu và Tào châu, quân số của họ đã tăng lên vài vạn người, và khi Thiên Bình tiết độ sứ Tiết Sùng (薛崇) cố gắng ngăn chặn đội quân của Vương Tiên Chi, ông ta đã bị đánh bại. Trong khi đó, Hoàng Sào cũng tiến hành nổi dậy, Vương Tiên Chi và Hoàng Sào khi đó liên kết lỏng lẻo với nhau.
Cuối năm 875, Vương Tiên Chi tiến công Nghi châu. Bình Lô tiết độ sứ Tống Uy (宋威) tình nguyện tiến công Vương Tiên Chi, Đường Hi Tông đã chấp thuận, khiển các đội quân khác đến hội với Hữu vũ vệ thượng tướng quân Tống Uy để tiến công quân nổi dậy.
Vào mùa hè năm 876, Tống Uy tiến công Vương Tiên Chi tại Nghi châu, Vương Tiên Chi chiến bại, Tống Uy sau đó đã thượng biểu tuyên bố rằng Vương Tiên Chi đã bị giết trong trận chiến. Đáp lại, Đường Hy Tông cho binh lính xuất ngũ, trở về quê hương. Tuy nhiên, vài ngày sau, lại có tin rằng Vương Tiên Chi chưa bị giết, triều đình lại phải huy động binh lính, khiến nhiều binh sĩ cảm thấy buồn rầu và kiệt sức. Vương Tiên Chi sau đó tiến đến Nhữ châu. Đường Hi Tông khiển các tướng Thôi An Tiềm (崔安潛), Tăng Nguyên Dụ (曾元裕), Tào Tường (曹翔), và Lý Phúc (李福) đi ngăn chặn Vương Tiên Chi, song Vương Tiên Chi đã nhanh chóng chiếm được Nhữ châu và giam giữ thứ sử Vương Liêu (王鐐)- đệ của tể tướng Vương Đạc.
Việc Vương Liêu bị bắt đã khiến nhiều người dân sửng sốt, họ lũ lượt chạy khỏi đông đô Lạc Dương. Đường Hi Tông đã cố gắng chiêu dụ Vương Tiên Chi và Thượng Quân Trường bằng cách hạ chiếu tha tội phong quan cho hai người, song khi đó Vương và Thượng không đáp lại. Vương Tiên Chi và Thượng Quân Trường tiến công Trịnh châu song bị Giám quân phán quan Lôi Ân Phù (雷殷符) đẩy lui, sau đó họ tiến về phía nam và tiến công Đường châu và Đặng châu. Vương Tiên Chi sau đó tập kích các châu khác thuộc Sơn Nam Đông đạo và Hoài Nam.

## Hòa đàm với triều đình
Khoảng tết năm 877, Vương Tiên Chi tiến công Kì châu. Trong cuộc tiến công này, Vương Liêu đã viết thư nhân danh Vương Tiên Chi cho Kì châu thứ sử Bùi Ác (裴偓)- người có quan hệ tốt với Vương Đạc; do vậy, Vương Tiên Chi và Bùi Ác đã đàm phán một thỏa thuận đình chiến tạm thời, và Bùi Ác cố gắng thuyết phục Vương Tiên Chi quy phục triều đình Trường An với hứa hẹn sẽ được miễn tội và cho làm quan. Bùi Ác còn mời Vương Tiên Chi, Hoàng Sào và khoảng 30 người của Vương Tiên Chi vào thành rồi thiết tiệc. Sau đó, Bùi Ác thượng biểu cho Đường Hy Tông, đề nghị trao một chức quan cho Vương Tiên Chi.
Khi biểu của Bùi Ác đến Trường An, hầu hết các đại thần đều phản đối, họ dẫn ra việc Đường Ý Tông khi xưa đã từ chối tha tội cho thủ lĩnh nổi dậy Bàng Huân và cuối cùng đã đánh bại được cuộc nổi dậy của người này, và biện luận rằng nếu tha tội cho Vương Tiên Chi thì sẽ khuyến khích các cuộc nổi dậy khác. Tuy nhiên, Vương Đạc kiên quyết xin Đường Hi Tông chấp thuận việc này. Cuối cùng, Đường Chiêu Tông chuẩn thuận, hạ chỉ bổ nhiệm Vương Tiên Chi là 'Tả Thần Sách quân áp nha' kiêm 'Giám sát ngự sử'. Khi một hoạn quan làm sứ giả đến Kì châu tuyên bố việc sách phong, Vương Tiên Chi thoạt đầu rất hài lòng, cả Vương Liêu và Bùi Ác đều chúc hạ ông. Tuy nhiên, khi hay tin về việc sách phong, Hoàng Sào lại tức giận vì ông ta không được nhận chức quan gì. Hoàng Sào mắng Vương Tiên Chi và tuyên bố rằng nếu Vương Tiên Chi tuân chỉ thì sẽ là phản bội lại các binh sĩ của mình, thậm chí còn đánh đập khiến Vương Tiên Chi bị thương ở trán, những người khác cũng lên tiếng phản đối. Vương Tiên Chi lo sợ nên từ chối tuân chỉ, đem quân cướp phá Kì châu, bắt một nửa số dân trong châu và giết chết một nửa còn lại. Bùi Ác và sứ giả triều đình chạy trốn, song Vương Liêu bị bắt trở lại. Tuy nhiên, sau sự kiện này, Vương Tiên Chi và Hoàng Sào chia tách trong một thời gian ngắn.
Vào mùa xuân năm 877, Vương Tiên Chi chiếm được Ngạc châu. Sau đó, Vương Tiên Chi tiến về phía bắc, lại hợp binh với Hoàng Sào, và họ bao vây Tống Uy tại Tống châu. Sau đó, tướng triều đình là Trương Tự Miễn (張自勉) đến cứu viện cho Tống Uy, quân nổi dậy đành từ bỏ các vị trí đã đoạt được. Vương Tiên Chi sau đó tiến về phía nam, liên tục chiếm cứ Ân châu và Tùy châu, trước khi tập kích Phục châu và Dĩnh châu.
Tuy nhiên, các cuộc hòa đàm giữa Vương Tiên Chi và triều đình đã sớm được nối lại, Chiêu thảo phó đô giám Dương Phục Quang lại đề nghị sẽ thỉnh triều đình phong quan cho Vương Tiên Chi nếu ông chịu quy phục. Các cuộc đàm phán đã tiến đến một giai đoạn mà Vương Tiên Chi khiển Thượng Quân Trường đến gặp Dương Phục Quang để bàn bạc chi tiết. Tuy nhiên, khi Thượng Quân Trường đang trên đường đến trại của Dương Phục Quang, Tống Uy đã phục kích và bắt giữ Thượng Quân Trường, sau đó tuyên bố rằng mình đã bắt được Thượng trong lúc giao chiến. Bất chấp các cố gắng của Dương Phục Quang, Thượng Quân Trường vẫn bị xử tử, các cuộc đàm phán giữa hai bên cũng chấm dứt.

## Bị đánh bại và qua đời
Cuối năm 877, Vương Tiên Chi hành quân về phía nam và bao vây Giang Lăng- thủ phủ của Kinh Nam. Vương Tiên Chi khiến cho Kinh Nam tiết độ sứ Dương Tri Ôn (楊知溫) bất ngờ, và suýt chiếm được thành. Tuy nhiên, khi Sơn Nam Đông đạo tiết độ sứ Lý Phúc đưa quân đến cứu viện Dương Tri Ôn, Vương Tiên Chi quyết định từ bỏ việc bao vây Giang Lăng.
Không lâu sau, Chiêu thảo phó sứ Tăng Nguyên Dụ đã đại thắng trước Vương Tiên Chi ngay phía đông của Thân châu, chiến thắng này dường như đã thuyết phục triều đình cho Tăng Nguyên Dụ thay thế chức Chiêu thảo sứ của Tống Uy, Trương Tự Miễn trở thành phó sứ. Đến mùa xuân năm 878, Tăng Nguyên Dụ lại đánh bại Vương Tiên Chi tại Hoàng Mai, Vương Tiên Chi bị giết trong lúc giao chiến. Thủ cấp của Vương Tiên Chi bị đưa đến Trường An để trình lên Đường Hi Tông. Thượng Nhượng (đệ của Thượng Quân Trường) đã đưa dư bộ của quân Vương Tiên Chi đến hội quân với Hoàng Sào.